# 扁秆荆三棱
扁秆荆三棱（學名：Bolboschoenus planiculmis）又稱雲林莞草，是一種多年生濕生或挺水草本植物，屬於莎草科三稜草屬，分布範圍僅限於亞洲東部，包含庫頁島、中國、日本（包含琉球群島）、臺灣及印度西部的古吉拉特邦海岸。本種常與廣泛分布於歐亞大陸的多穗藨草混淆。

## 型態
莖稈呈三角狀，單生，直立，高可達100公分，地下根莖發達，莖節膨大成球狀。葉數少，通常2~4枚，線形。花序小穗通常1枚，卵圓形，組成頭狀花序，大小約一公分。花瓣：無。花色：黃白色。花期：5~6 月。果實瘦果，倒卵形，似胡麻，成熟時為黑褐色。種子芝麻般大小種子約數十粒。

## 分布
河海交會地帶或沿岸沖積泥灘濕地上。

## 外部連結
- （繁體中文） 台灣生物多樣性資訊入口網 （页面存档备份，存于）